# 宏泰人壽
宏泰人壽保險股份有限公司（簡稱宏泰人壽）（Hontai Life Insurance Co., Ltd）是一家總部設於中華民國臺北市的人壽保險公司。

## 沿革
2000年，「宏福人壽」正式更名為「宏泰人壽保險股份有限公司」。
2023年7月5日，金管會發現宏泰人壽僅由董事長核定外匯風險限額等問題，於是開罰宏泰人壽新台幣220萬元。8月31日，金管會又表示宏泰人資本適足率及淨值資產比連續二期未達標，而且資本顯著不足，要求宏泰人壽就此盡快改善。

## 拒賠爭議
近年有多名投保人因癌症等症狀住院治療，但申請理賠遭到拒絕，造成投保人必須被迫放棄治療才能減少開銷。不少投保人聯絡保險公司後得到的回復皆為「非必要療程」，痛批「根本是合法詐騙」！

## 相關企業
- 美麗新廣場淡海店（地主）

## 外部連結
- （繁體中文） 宏泰人壽 （页面存档备份，存于）